# Saint-Martin-des-Champs, Finistère
Saint-Martin-des-Champs (bretonska: Sant-Martin-war-ar-Maez) är en kommun i departementet Finistère i regionen Bretagne i västra Frankrike. Kommunen ligger i kantonen Morlaix som tillhör arrondissementet Morlaix. År 2022 hade Saint-Martin-des-Champs 4 792 invånare.

## Befolkningsutveckling
Antalet invånare i kommunen Saint-Martin-des-Champs
Referens:INSEE